# Ivonne Armant
Ivonne Domingo de Aldecoa, más conocida como Ivonne Armant (Ciudad de México, 16 de enero de 1974), es una actriz, modelo y presentadora hispano-mexicana de televisión, conocida por su papel antagónico en El auténtico Rodrigo Leal. 

## Vida personal
Ivonne nació y se crio en México, nieta de Plácido Domingo, es la mayor de cinco medio hermanos.

## Carrera
Fue descubierta con 15 años en México, lo que la convirtió en la imagen de Dulcigomas Ricolino. Luego de esto debutó en la televisión realizando pequeños papeles en telenovelas como Lo que callamos las mujeres, Al filo de la muerte, y Madres egoístas.
En 1999, Armant audicionó para Playboy con el casting Playmates del milenio. De 15 000 candidatas eligieron a 12 y de entre ellas Armant fue la única en conseguir 8 portadas mundiales y vendió revistas en más de 170 países, así arranca su carrera como modelo.
En 2001 Ivonne llega a España donde le proponen hacer Interviú, y en 2005 entra en Gran Hermano VIP 2, en España el cual gana con un 68 % de los votos de la audiencia.
En 2006 presentó el programa Nadie es perfecto junto con Jesús Vázquez y Xavier Deltell. Y además trabajó varios años como colaboradora en programas como Crónicas Marcianas y El programa Ana Rosa, más tarde concurso en Supervivientes 2008, donde resultó la tercera expulsada de la edición.
Tras estos trabajos y la fama obtenida, se convirtió en la antagonista de la serie El auténtico Rodrigo Leal, con el personaje de Isabel Campillo, una mujer interesada, arrogante prepotente y estafadora.
También trabajó en la serie Ellas y el sexo débil junto con Ana Obregón, Luis Fernando Alvés, Beatriz Rico, María Barranco y Teté Delgado.
En 2015 Armant se lanzó al mundo de la producción en Hollywood, y produjo su primer cortometraje, dirigido por Wesley Armstrong, Vampiras, ganadora de varios premios entre los que se encontraban el mejor cortometraje corto de comedia negra, mejor maquillaje y mejor fotografía.
Siguió el camino de la producción como productora ejecutiva del teaser de la serie de 13 capítulos Choose, que se convirtió en una de las primeras series españolas donde todos los actores interpretaron en inglés. Armant también actuó junto con compañeros de reparto como Francis Lorenzo, Jack Taylor y Russel Birdwell. 
Durante el 2016 y 2017 Ivonne ha trabajado en la serie española Los lobos no ladran, que ha sido emitida en Alicante y Miami.